# Bargischow
Bargischow er en by og kommune i det nordøstlige Tyskland, beliggende i Amt Anklam-Land i den centrale del af Landkreis Vorpommern-Greifswald. Landkreis Vorpommern-Greifswald ligger i delstaten Mecklenburg-Vorpommern. Ind til 31. december 2004 var kommunen en del af Amt Ducherow.

## Geografi
Kommunen Bargischow er beliggende omkring fem kilometer øst for Hansestaden Anklam. Jernbanen mellem Berlin og Stralsund krydser kommunens område mellem Bargischow og Woserow, mens Bundesstraße B 109 krydser i den vestlige del ved landsbyen Woserow. Mod vest grænser kommunen op til Hansestadt Anklam og mod nord løber floden Peene ud i Peenestrom. Mod øst deler kommunen grænse med halvøen Anklamer Fähre til Stettiner Haff, der mod nordøst forener sig med Peenestrom. Mod sydøst ligger moseområdet Anklamer Torfmoor. Bargischow grænser mod sydøst op til Bugewitz og mod syd til Neu Kosenow.

## Eksterne kilder og henvisninger
- Wikimedia Commons har flere filer relateret til Bargischow
- Byens side Arkiveret 12. februar 2017 hos  Wayback Machine på amtets websted
- Statistik Arkiveret 12. februar 2017 hos  Wayback Machine